# Psychotria unicarinata
Psychotria unicarinata är en måreväxtart som först beskrevs av Francis Raymond Fosberg, och fick sitt nu gällande namn av Albert Charles Smith och Steven P. Darwin. Psychotria unicarinata ingår i släktet Psychotria och familjen måreväxter. Inga underarter finns listade i Catalogue of Life.